# Hoàng thảo trắng
Hoàng thảo trắng hay bạch hoàng (danh pháp hai phần: Dendrobium aqueum) là một loài lan trong chi Lan hoàng thảo.
Cây phân bố ở Ấn Độ và Việt Nam (khu vực Đà Lạt).